# Anthicus tristis
Anthicus tristis é uma espécie de insetos coleópteros polífagos pertencente à família Anthicidae.
A autoridade científica da espécie é W. L. E. Schmidt, tendo sido descrita no ano de 1842.
Trata-se de uma espécie presente no território português.